# Кут (Чортківський район)
Кут — село в Україні, у Гримайлівській селищній громаді Чортківського району Тернопільської області. Розташоване на річці Гнилка, на північному сході району. До 2020 підпорядковане Товстенській сільраді. Герб села є промовистим.
Населення — 246 осіб (2001).

## Історія
Діяли «Просвіта» та інші українські товариства.
1 серпня 1934 року село увійшло до складу новоутвореної гміни Товсте (гміна).
12 червня 2020 року, відповідно до розпорядження Кабінету Міністрів України № 724-р «Про визначення адміністративних центрів та затвердження територій територіальних громад Тернопільської області» увійшло до складу Гримайлівської селищної громади.
19 липня 2020 року, в результаті адміністративно-територіальної реформи та ліквідації Гусятинського району, село увійшло до складу новоутвореного Чортківського району.

## Населення

### Мова
Розподіл населення за рідною мовою за даними перепису 2001 року:
| Мова       | Кількість | Відсоток |
| ---------- | --------- | -------- |
| українська | 246       | 100%     |

## Релігія
- церква Пресвятої Трійці (відновлена 1992; мурована).

## Пам'ятки
Встановлено пам'ятний хрест на честь скасування панщини, насипана символічна могила діячам ОУН і воякам УПА (1996).

## Відомі люди

### Народилися
- Іван Ґудз (нар. 1962) — український лікар-хірург[5].
- Процик Степан (1921-1997)— український  інженер, культурно-громадський діяч в США, редактор, журналіст ;
- В. Швак — стрілецький поет-пісняр, громадський діяч,
- С. Швак — краєзнавець.

## Галерея

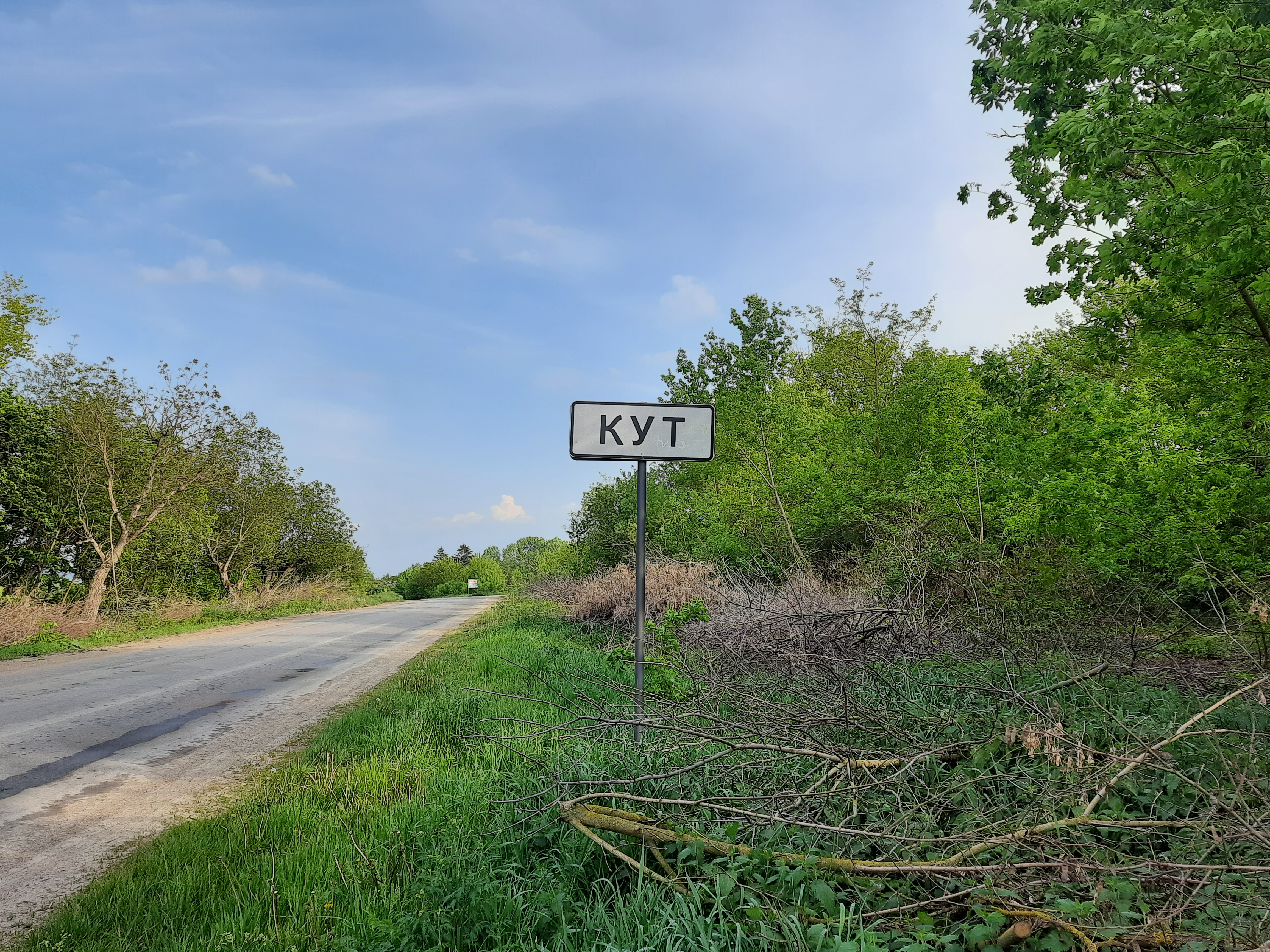
Дорожній знак при в'їзді в село
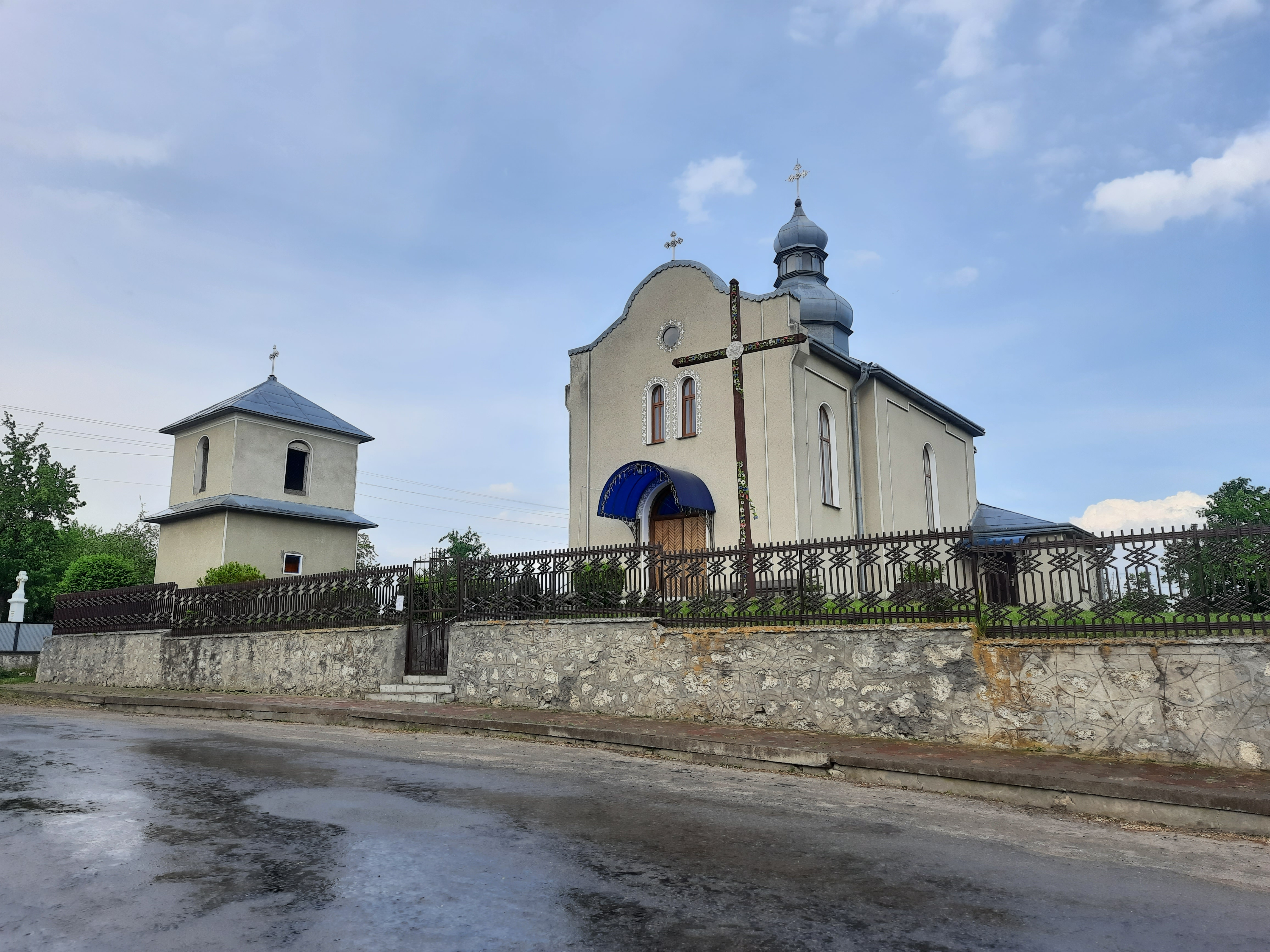
Церква Пресвятої Трійці
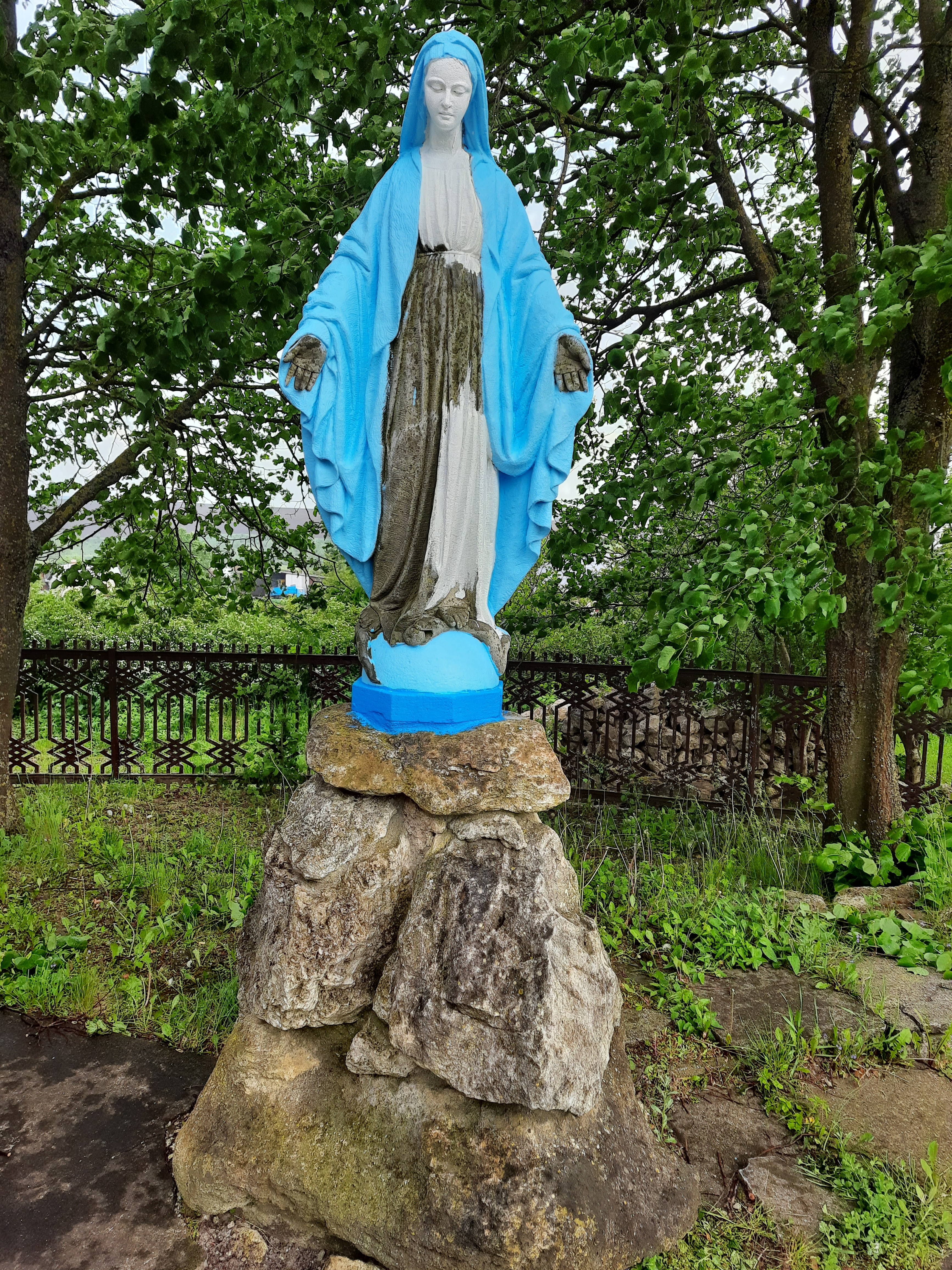
Статуя Божої Матері
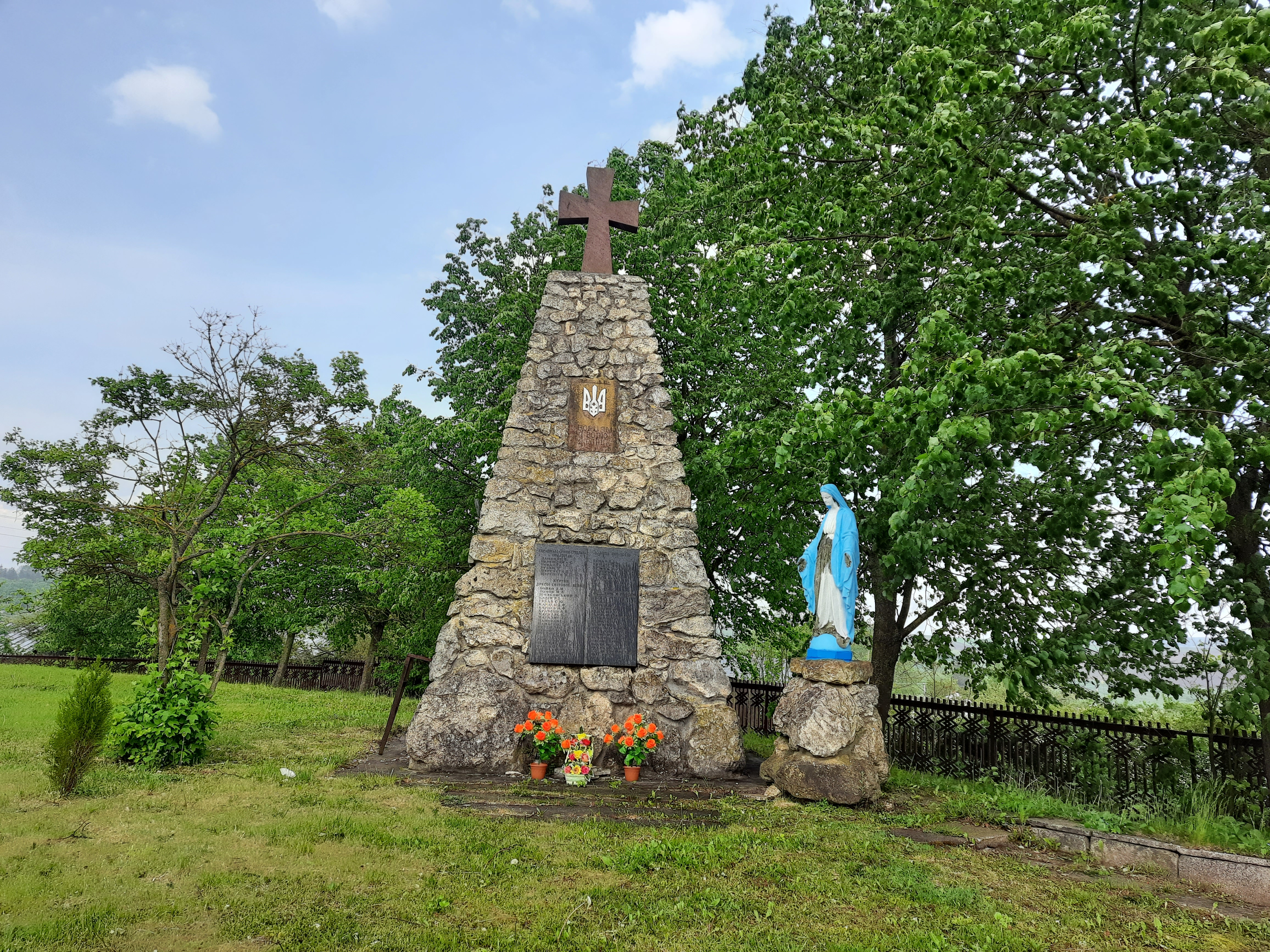
Пам'ятний знак Борцям за волю України
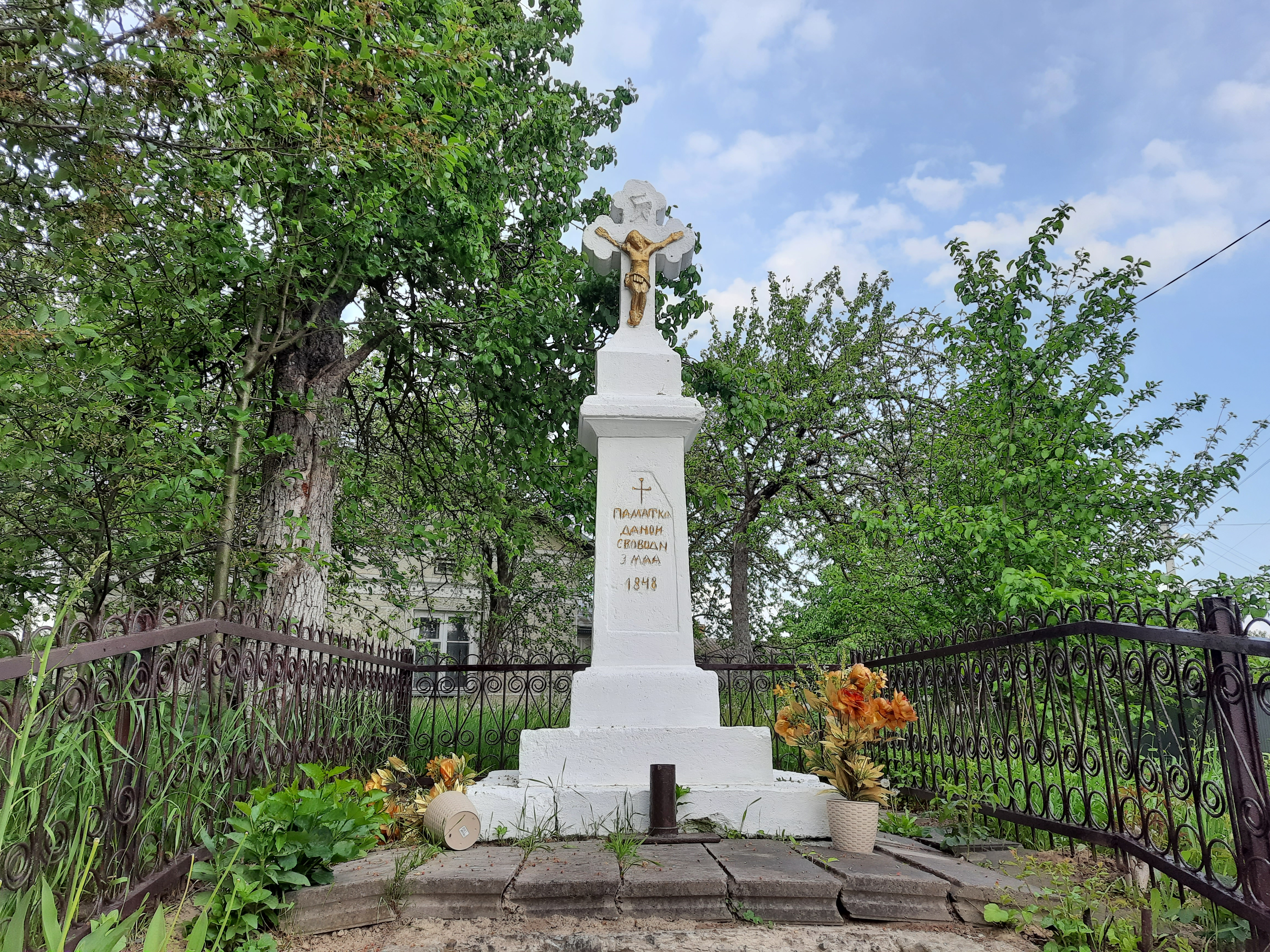
Пам'ятний знак з нагоди скасування панщини